# Coelioxys angustivalva
Coelioxys angustivalva là một loài Hymenoptera trong họ Megachilidae. Loài này được Holmberg mô tả khoa học năm 1888.